# Discipline (groupe américain)
Pour les articles homonymes, voir Discipline.
Discipline est un groupe américain de rock progressif, originaire de Détroit, dans le Michigan. Discipline est surtout connu pour son album Unfolded Like Staircase sorti en  1997.

## Histoire
Discipline est formé en 1987, adoptant son nom à partir d'un album influent de King Crimson. Le groupe sort plusieurs albums studio et se produit dans plusieurs festivals de rock progressif, dont le Nearfest, RoSfest, ProgScape, le Orion Studios progressive rock showcase, Summers End, Terra incognita, Veruno Prog Festival et six apparitions au ProgDay. En outre, le groupe effectue une tournée en Norvège en 1993 pour soutenir son premier enregistrement studio Push and Profit. La tournée était organisée par les étudiants de l'Université norvégienne des sciences de la vie à Ås, en Norvège, près d'Oslo. Le groupe est surtout connu pour son album Unfolded Like Staircase, sorti en 1997.
Le groupe reste indépendant depuis sa création. En 1995, Discipline est approché par le label américain de rock progressif Magna Carta Records et son partenaire de distribution européen Roadrunner Records (originaire des Pays-Bas). Bien qu'une première version de l'épopée du groupe, Canto IV (Limbo), soit apparue sur un sampler de Magna Carta en 1995, le contrat avec le label échoue en raison de divergences artistiques. Plus tard, Discipline signe un contrat de distribution européen avec le label hongrois Periferic Records. En 2010, le label anglais Cyclops/GFT sort Discipline. Live Days, une compilation double CD tirée de plusieurs enregistrements de concerts.
En 2011, le groupe sort To Shatter All Accord, son premier album studio depuis quatorze ans. Par la suite, en 2012, le groupe fait la couverture du magazine italien Wonderous Stories et du magazine français Koid 9. En 2013, après vingt-cinq ans, le groupe réédite son premier album Chaos Out of Order, initialement sorti sur cassette audio en 1988. En janvier 2014, le groupe sort un double album, This One's for England, enregistré en public à Gettysburg, en Pennsylvanie, lors de leur passage au RoSfest en 2012.
En 2015, Discipline se produit au festival de musique britannique Summers End. Discipline se produit au festival italien 2Days Prog+1 le 2 septembre 2017, présenté comme « le festival rock prog le plus important d'Italie. » Le groupe joue également le 22 octobre 2017 au Progtoberfest de Chicago, qui se déroule sur trois jours. Discipline devient la tête d'affiche du festival musical FestivAlterNativo à Querétaro, au Mexique, le 25 août 2018.

## Style musical
Le style musical de Discipline ont été diversement décrits. Le Detroit News les décrit comme un « groupe d'alternatif », mais le site Internet de rock progressif Prog Archives classe Discipline dans la catégorie « prog symphonique ». Doug Levy, du journal Detroit's South End, écrit à propos de Discipline : « il ne s'agit pas d'une sorte de bande de rock théâtral à outrance, mais plutôt d'une fusion bienvenue entre l'art et le rock moderne (d'où le nom) très uni ». John Collinge, éditeur de Progression Magazine, écrit que « la musique de Discipline exige une attention particulière - de préférence avec des écouteurs et un livret de paroles, du moins à la première écoute. Une fois que l'on s'est imprégné de l'ambiance de Parmenter, les mélodies fortes et l'accompagnement glorieusement nerveux scellent l'affaire ». Discipline est une marque déposée de Strung Out Records.

## Discographie
- 1993 : Push and Profit
- 1995 : Live (VHS)
- 1997 : Unfolded Like Staircase
- 1999 : Into the Dream (album live)
- 2005 : Live 1995 (DVD)
- 2010 : Live Days
- 2011 : To Shatter All Accord
- 2013 : Chaos Out of Order (réédition spéciale 25e anniversaire)
- 2014 : This One's for England (live)
- 2017 : Captives of the Wine Dark Sea